# Le Grand Jeu (roman)
Pour les articles homonymes, voir Le Grand Jeu.
Le Grand Jeu (titre original : The General) est le dixième tome de la série pour jeunesse CHERUB, écrit par Robert Muchamore. Il est paru en 2010.

## Objectif de la mission
La première partie du livre est centrée sur l'infiltration de James Adams au sein d'un groupe d'agitateurs dont le chef veut se doter d'armes lourdes, se rapprochant pour cela d'un ancien fournisseur de l'IRA.
La seconde partie montre l'affrontement d'une équipe de soldats britanniques contre des soldats américains dans le camp d'entraînement militaire de Fort Reagan, aux États-Unis. Celui-ci recrée dans les moindres détails une ville plongée dans la guerre civile avec plusieurs milliers de figurants, ce qui permet aux militaires d'améliorer leurs techniques. 
Dans ce décor ultra réaliste, les soldats britanniques sont chargés de neutraliser tout un régiment de l'armée américaine, aidés par des sympathisants parmi les figurants. 
L'affrontement semble déséquilibré, mais les insurgés disposent d'une arme secrète : dix agents de CHERUB prêts à tout pour remporter la bataille. Et le stratège côté britannique est Kazakov, l'entraîneur d'origine ukrainienne vouant une rancune tenace aux "yankees", dont les méthodes peu orthodoxes vont permettre une victoire si efficace que le commandement américain en est ébranlé...
James Adams a pu s'initier lors de son passage à Las Vegas au comptage des cartes au Black-jack. Évincé du "Jeu" avec Kazakov, il va se servir de ses nouveaux talents pour aider l'ukrainien à gagner gros au jeu, en s'entraînant d'abord dans un petit casino, puis en passant à un casino plus huppé. Mais le comptage des cartes est parfaitement illégal et l'usage de la technologie d'espionnage de CHERUB risque de coûter cher aux deux escrocs...

## Éditions
Le titre anglais, The General, fait référence au militaire commandant les unités américaines, à l'instar de la plupart des autres éditions. En revanche le titre français insiste sur l'aspect simulation, "jeu de guerre".